# William Seed
William Seed, de nombre real Guillaume Daoust (Terrebonne, Quebec, Canadá, 5 de marzo de 1994), es un actor pornográfico, estríper y modelo adulto bisexual canadiense.

## Biografía
Antes de su carrera como actor solo era un trabajador de la construcción en Montreal, Quebec. Se enganchó con un reclutador. Él no se considera gay; se considera bisexual. Para su primera película para adultos, William se sintió algo tímido, pero su timidez pronto se desvaneció y ahora se siente bastante cómodo actuando. Su cuenta de Twitter ya superó los 100.000 seguidores.

## Nominaciones
| Año  | Premio                   | Categoría                                            | Resultado | Ref.  |
| ---- | ------------------------ | ---------------------------------------------------- | --------- | ----- |
| 2018 | GAYVN                    | Best Newcomer                                        | Nominado  | [ 2 ] |
| 2018 | GAYVN                    | Fan Award: Favorite Body                             | Nominado  | [ 2 ] |
| 2018 | Prowler Porn Awards      | Best International Porn Star                         | Nominado  | [ 3 ] |
| 2018 | STRAIGHTUPGAYPORN Awards | Best Newcomer                                        | Nominado  | [ 3 ] |
| 2019 | PornHub Awards           | M4M Most Popular Gay Performer                       | Nominado  | [ 3 ] |
| 2020 | GAYVN                    | Best Group Sex Scene, Sacred Band Of Thebes 4 (2018) | Nominado  | [ 4 ] |
| 2020 | Cybersocket Web Awards   | Best Porn Star                                       | Nominado  | [ 3 ] |
| 2021 | Raven's Eden Awards      | Best Cock                                            | Nominado  | [ 3 ] |
| 2024 | GAYVN                    | Fan Award: Favorite Dom                              | Nominado  | [ 3 ] |